# KkStB 15 sorozat
| ÖNWB IIb és IIc kkStB 15 sorozat BBÖ 15 sorozat | ÖNWB IIb és IIc kkStB 15 sorozat BBÖ 15 sorozat | ÖNWB IIb és IIc kkStB 15 sorozat BBÖ 15 sorozat | ÖNWB IIb és IIc kkStB 15 sorozat BBÖ 15 sorozat | ÖNWB IIb és IIc kkStB 15 sorozat BBÖ 15 sorozat |
| ----------------------------------------------- | ----------------------------------------------- | ----------------------------------------------- | ----------------------------------------------- | ----------------------------------------------- |
| ÖNWB IIb „Königinhof“ später kkStB/BBÖ 15.03    |                                                 |                                                 |                                                 |                                                 |
| Pályaszám:                                      | ÖNWB IIb 1", 2", 4", 7", 9", 12"                | ÖNWB IIb 1", 2", 4", 7", 9", 12"                | ÖNWB IIc 3", 5", 6", 8", 10", 11"               | ÖNWB IIc 3", 5", 6", 8", 10", 11"               |
| Darabszám:                                      | 6                                               | 6                                               | 6                                               | 6                                               |
| Gyártó:                                         | Floridsdorf                                     | Floridsdorf                                     | Wr. Neustadt                                    | Wr. Neustadt                                    |
| Gyártásban:                                     | 1883                                            | 1883                                            | 1887                                            | 1887                                            |
| Selejtezés:                                     | 1912–1923                                       | 1912–1923                                       | 1923–1925                                       | 1923–1925                                       |
| Jelleg:                                         | 2'Bn2                                           | 2'Bn2                                           | 2'Bn2                                           | 2'Bn2                                           |
| Nyomtávolság:                                   | 1 435 mm                                        | 1 435 mm                                        | 1 435 mm                                        | 1 435 mm                                        |
|                                                 | IIb 1886                                        | IIb 1902                                        | IIc 1887                                        | IIc 5" 1902                                     |
| Hossz:                                          | 8 040 mm                                        | 8 040 mm                                        | 7 970 mm                                        | 8 265 mm                                        |
| Länge mit Tender:                               | 13 430 mm                                       | 14 212 mm                                       | 14 212 mm                                       | 14 505 mm                                       |
| Magasság:                                       | 4 500 mm                                        | 4 500 mm                                        | 4 500 mm                                        | 4 500 mm                                        |
| Hajtókerék-átmérő:                              | 1 580 mm                                        | 1 580 mm                                        | 1 580 mm                                        | 1 580 mm                                        |
| Futókerékátmérő:                                | 989 mm                                          | 989 mm                                          | 989 mm                                          | 989 mm                                          |
| Csatolt kerekek tengelytávolsága:               | 2 000 mm                                        | 2 000 mm                                        | 2 000 mm                                        | 2 000 mm                                        |
| Össztengelytávolság:                            | 5 500 mm                                        | 5 500 mm                                        | 5 500 mm                                        | 5 500 mm                                        |
| Tengelytávolság szerkocsival:                   | 10 794 mm                                       | 11 245 mm                                       | 11 245 mm                                       | 11 538 mm                                       |
| Üres tömeg:                                     | 34,8 t                                          | 34,8 t                                          | 35,9 t                                          | 37,5 t                                          |
| tapadási tömeg:                                 | 21,6 t                                          | 21,6 t                                          | 22,6 t                                          | 24,5 t                                          |
| Szolgálati tömeg:                               | 38,0 t                                          | 38,0 t                                          | 39,0 t                                          | 40,9 t                                          |
| Szolgálati tömeg szerkocsival:                  | 58,7 t                                          | 70,1 t                                          | 71,1 t                                          | 62,1 t                                          |
| Csőfűtőfelület:                                 | 103,5 m²                                        | 103,5 m²                                        | 105,2 m²                                        | 101,3 m²                                        |
| Sugárzó fűtőfelület:                            | 7,0 m²                                          | 7,0 m²                                          | 7,3 m²                                          | 8,5 m²                                          |
| Rostélyfelület:                                 | 1,81 m²                                         | 1,81 m²                                         | 1,92 m²                                         | 2,30 m²                                         |
| Gőznyomás:                                      | 10 at                                           | 10 at                                           | 10 at                                           | 10 at                                           |
| Hengerátmérő:                                   | 410 mm                                          | 410 mm                                          | 410 mm                                          | 410 mm                                          |
| Dugattyúlöket:                                  | 632 mm                                          | 632 mm                                          | 632 mm                                          | 632 mm                                          |
| Szerkocsi típusa:                               | 28                                              | 28                                              | 28                                              | 28                                              |
| Vízkészlet:                                     | 5,0 m³                                          | 7,3 m³                                          | 7,3 m³                                          | 4,1 m³                                          |
| Tüzelőanyagkészlet:                             | 6,9 m³                                          | 10,7 m³                                         | 10,7 m³                                         | 6,9 m³                                          |
| Legnagyobb sebesség:                            | 80 km/h                                         | 80 km/h                                         | 80 km/h                                         | 80 km/h                                         |

A kkStB 15 sorozat egy gyorsvonati szerkocsisgőzmozdony-sorozat volt a cs. kir. osztrák Államvasutaknál (k.k. Staatsbahnen, kkStB), amelyek eredetileg az Osztrák Északnyugati Vasút (Österreichischen Nordwestbahn, ÖNWB) és a Dél-Északnémet Összekötő Vasút (Süd-Norddeutschen Verbindungsbahn, SNDVB) tulajdonában voltak.

## Története
Az 1880-as évek elején (az ÖNWB-nél) a IIa sorozat mozdonyait selejtezni kellett. Ezek pótlására szerezte be 1883-ban a Floridsdorfi Mozdonygyártól a IIb sorozatba a No. 1", 2", 4", 7" (később 3'"), 9" (később 6'") és 12" (később 5'") pályaszámú mozdonyokat, az AUSTRIA II, BOHEMIA II, KÖNIGGRÄTZ II, KÖNIGINHOF II, ISER II és REICHENBERG II nevekkel, továbbá a IIc sorozatba pedig a Bécsújhelyi Mozdonygyártól 1887-ben a No. 8", 10", 11", 6" (később 12'"), 3" (később 7'") és 5" (később 9'") pályaszámúakat, a LIEBENAU II, TURNAU II, TRAUTENAU II, ELBE II, PARDUBITZ II , JOSEFSTADT II nevekkel.
Az utolsó mozdonyon - JOSEFSTADT II – volt, egy Kamperbox. A IIb és IIc sorozat szerkocsija megegyezett. A kerekek és a hengerek méretei a III sorozattal azonosak. Összehasonlítva a sorozat mozdonyait a IIa sorozattal, ezek lényegesen erősebbek.
A IIIa-b sorozattal együtt a sorozat mozdonyai gyorsvonatokat továbbítottak a Prága-Trautenau-Parschnitz 154 km hosszú vonalon 5½ alatt, amit csaknem mindig tartottak. Később a IIb-c sorozat mozdonyait Josefstadt és Reichenbergközötti forgalomban használták.

## Fordítás
- Ez a szócikk részben vagy egészben  a   kkStB 15 című német Wikipédia-szócikk fordításán alapul.  Az eredeti cikk szerkesztőit annak laptörténete sorolja fel. Ez a jelzés csupán a megfogalmazás eredetét és a szerzői jogokat jelzi, nem szolgál a cikkben szereplő információk forrásmegjelöléseként.